# Бронькняж
Бронькняж — давньоруське місто-фортеця в Переяславському князівстві, що розташовувалося на правому березі річки Трубіж. Належав до порубіжних міст південної Русі, населених торками.
Бронькняж згадується в Київському літописі під 1125 роком у зв'язку з нападом половців, який пішов за смертю Володимира Мономаха. Незважаючи на несподіванку, спроба половців взяти Бронькняж, як і сусідній Баруч, виявилася невдалою. Після цього половці були розбиті переяславським князем Ярополком Володимировичем у битві біля Полкостеня.
Точне розташування міста не встановлено. Як припустив Ю. Ю. Моргунов , літописний Бронькняж пов'язаний з городищем біля села Новий Биків у верхів'ях Супоя. Згідно з іншими версіями, Бронькняж слід асоціювати із селом Браниця Бобровицького району Чернігівської області або з городищем на північно-західній околиці села Пристроми Переяслав-Хмельницького району Київської області. Поруч із останнім збереглися залишки великого посаду.
На думку історика Олексія Толочка, складова «придумана» назва фортеці (як у випадку з Переяславом або Полкостенем) говорить про її цілеспрямовану підставу в контексті зміцнення кордонів Русі.